# LGBT práva na Madagaskaru

Duhová mapa Madagaskaru

Lesby, gayové, bisexuálové a transsexuálové (LGBT) se na Madagaskaru setkávají s právními komplikacemi neznámými pro většinové obyvatelstvo.

## Zákony týkající se stejnopohlavní sexuální aktivity
Stejnopohlavní sexuální aktivita mezi osobami staršími 21 let je na Madagaskaru legální. Nicméně podle zdejších trestních zákonů lze tomu, kdo vykoná smilstvo proti přírodě s osobou téhož pohlaví mladší 21 let uložit trest odnětí svobody v délce trvání až 2 let a peněžitý trest ve výši 2 až 10 milionů ariarů (900 až 4 500 $).

## Ochrana před diskriminací
Madagaskarské právo netrestá diskriminaci mířenou proti osobám jiné sexuální orientace nebo genderové identity.

## Adopce dětí
Osvojiteli dětí se podle madagaskarských zákonů mohou stát pouze heterosexuální sezdané páry.

## Shrnutí
Zpráva Ministerstva zahraničí Spojených států amerických, oddělení lidských práv, z r. 2011:
| „ | V zemi je všeobecně silně rozšířená diskriminace LGBT komunity a téma jiné sexuální orientace a genderové identity se zatím stále ještě nestalo předmětem diskusí. Co se týče postoje veřejnosti, tak ten se pohybuje v rozmezí tiché akceptace až po násilné odmítání, zejména transsexuálních sexuálních pracovníků. Ministerstvo rovněž shledalo, že zejména LGBT sexuální pracovníci se často stávají terčem agresí, vč. verbálních útoků, kamenování a v krajních případech i vražd. V posledních letech se ale díky konání festivalů gay pride ve světě postoj médií k LGBT zdá být pozitivnější, přesto se ale postoj společnosti nemění. | “ |

## Životní podmínky
| Legální stejnopohlavní styk                                          | (Nikdy nebyl trestán) |
| Stejný věk legální způsobilosti k pohlavnímu styku pro obě orientace | [ 3 ]                 |
| Anti-diskriminační legislativa ohledně projevů nenávisti a násilí    | No                    |
| Anti-diskriminační zákony v zaměstnání                               | No                    |
| Anti-diskriminační zákony v přístupu ke zboží a službám              | No                    |
| Stejnopohlavní manželství                                            | No                    |
| Jiná forma stejnopohlavního soužití                                  | No                    |
| Adopce dítěte partnera                                               | No                    |
| Společná adopce stejnopohlavními páry                                | No                    |
| Gayové a lesby mohou otevřeně sloužit v armádě                       |                       |
| Možnost změny pohlaví                                                |                       |
| Přístup k umělému oplodnění pro lesbické ženy                        | No                    |
| Náhradní mateřství pro gay páry                                      | No                    |